# Pholcus caspius
Pholcus caspius is een spinnensoort uit de familie trilspinnen (Pholcidae). De soort komt voor in Iran.